# اف‌یو شکارچی
اف‌یو شکارچی یک ستاره است که در صورت فلکی شکارچی قرار دارد.